# Siphonaria dayi
Siphonaria dayi is een slakkensoort uit de familie van de Siphonariidae. De wetenschappelijke naam van de soort is voor het eerst geldig gepubliceerd in 1958 door Allanson.